# Dreams of the Ferryman
Dreams of the Ferryman is een ep van de Britse muziekgroep Shadowland. Het is een opvullertje geweest na de release van Through the Looking Glass.

## Musici
- Clive Nolan – zang en keyboards
- Karl Groom – gitaar en baspedalen
- Ian Salmon – basgitaar en akoestische gitaar
- Nick Harradence – slagwerk.

## Composities
Allen van Nolan:
1. Dreams of the Ferryman (5:04) verscheen eerder op Through …
2. The Hunger (5:51) idem
3. Dorian Gray (2:42) verscheen eerder op Ring of Roses
4. I, Judas (5:52) verscheen eerder op Ring of Roses
5. So the Music Stops (4:29) op de heruitgave van Through the looking glass

De tracks werden meegenomen op de Verglas-edities van Shadowlands albums.